# Parafia Wniebowzięcia Najświętszej Maryi Panny w Łopiennie
Parafia Wniebowzięcia Najświętszej Maryi Panny w Łopiennie – rzymskokatolicka parafia leżąca w granicach dekanatu kłeckiego. Erygowana w 1650 roku.

## Dokumenty
Księgi metrykalne: 
- ochrzczonych od 1945 roku
- małżeństw od 1945 roku
- zmarłych od 1945 roku